# Enzo Gragnaniello (album)
Enzo Gragnaniello è il primo album del cantautore italiano omonimo, pubblicato nel 1983.

## Tracce
Lato A
1. Si fosse nato – 3:37
2. Voglio tornare – 4:39
3. 'A rota – 3:56
4. 'O cane – 3:54
5. Guerra – 3:13

Lato B
1. Nun è acqua – 3:25
2. Cardone – 3:35
3. 'O sole è russo – 3:49
4. 'O muro – 4:05
5. Nun se scorda – 4:09